# Дурген
Сільське поселення (сумон) Дурген (рос.: Дурген) входить до складу Тандинського кожууна Республіки Тива Російської Федерації. Відстань до с. Бай-Хаак 3 км, до Кизила — 64 км, до Москви — 4001 км.

## Клімат
Село знаходиться у зоні, котра характеризується вологим континентальним кліматом з теплим літом. Найтепліший місяць — липень із середньою температурою 17.6 °C (63.7 °F). Найхолодніший місяць — січень, із середньою температурою -25.4 °С (-13.8 °F).
| Клімат Дургена          | Клімат Дургена | Клімат Дургена | Клімат Дургена | Клімат Дургена | Клімат Дургена | Клімат Дургена | Клімат Дургена | Клімат Дургена | Клімат Дургена | Клімат Дургена | Клімат Дургена | Клімат Дургена | Клімат Дургена |
| Показник                | Січ.           | Лют.           | Бер.           | Квіт.          | Трав.          | Черв.          | Лип.           | Серп.          | Вер.           | Жовт.          | Лист.          | Груд.          | Рік            |
| Середня температура, °C | −25,4          | −21,1          | −10,6          | 2,4            | 10,4           | 15,8           | 17,6           | 14,9           | 8,5            | 0              | −13            | −22,4          | −1,9           |
| Норма опадів, мм        | 8.3            | 7              | 10.9           | 21.2           | 31.9           | 48.9           | 67.2           | 66.8           | 41.6           | 20             | 15.8           | 10.6           | 350.4          |
| ----------------------- | -------------- | -------------- | -------------- | -------------- | -------------- | -------------- | -------------- | -------------- | -------------- | -------------- | -------------- | -------------- | -------------- |
| Джерело: Weatherbase    |                |                |                |                |                |                |                |                |                |                |                |                |                |

## Населення
Населення сумона станом на 1 січня за роком:
| Рік    | 2011 | 2012 | 2013 | 2014 | 2015 |
| ------ | ---- | ---- | ---- | ---- | ---- |
| Насел. | 2587 | 2606 | 2613 | 2641 | 2747 |